# Эльвдален (коммуна)
Эльвдален (швед. Älvdalens kommun произношениео файле, эльвд. Övdaln, южносаам. Älvdaelien tjïelte) — одна из коммун Швеции, расположенная на территории лена Даларна в одноимённой провинции в центральной части страны. Административный центр — город Эльвдален.

## Название
«Эльвдален» в переводе со шведского означает «речная долина» (от швед. älv — «река» и швед. dal — «долина») и берёт своё начало от местности вокруг города — административного центра, расположенного вдоль реки Эстердал в южной части коммуны.

## История
13 августа 1645 года два прихода (швед. socken) — Серна и Идре — перешли Швеции от Норвегии (в то время — Датско-норвежской унии) по Брёмсебрускому миру. В 1971 году три муниципалитета — Серна, Идре (в свою очередь, отделившийся от Серны в 1916 г.) и Эльвдален были объединены в одну коммуну.